# Дамян Перелингов
Дамян Н. Перелингов е български политик, кмет на Варна от юли 1903 до януари 1904 година.

## Биография
Дамян Перелингов е роден през 1860 или 1861 година в костурското село Долно Куманичево, тогава в Османската империя. След Руско-турската война от 1877 – 1878 година учи във Варненската мъжка гимназия. От 1885 година работи като секретар на Варненския окръжен съд. Няколко месеца по-късно става съдия-следовател, а през 1888 година е преместен към Русенския съд на същата позиция. Година по-късно отново е преместен като мирови съдия в Провадия. Заедно с Петко Киряков на 21 ноември 1899 година създава Македоно-одринското дружество „Родопи“, което на 31 януари 1900 година се слива с Варненското македонско дружество. Привърженик е на Либералната партия и пише във вестник „Търновска конституция“. Перелингов участва в дейността на Варненското македонско дружество. Делегат е на Втория (1895), Четвъртия (1897) и Шестия конгрес (1899) на Македонската организация. В изказването си на Шестия конгрес показва доволство, че у всички делегати има съзнание, че „само с революцията ще се постигне нашата идея“, но се изказва против прибързани действия и смята, че въстанието в Македония и Одринско трябва да стане „тогава, когато е съвършено подготвено“.
В 1903 година след сформирането на стамболовисткото правителство, стамболовистите във Варна привличат за съюзници радославистите – Общинският съвет не е разпуснат и са направени само няколко промени, като кмет на града през юли става Перелингов. В доклад до Общинския съвет Перелингов констатира лошо състояние на финансите и занемарена благоустройствена политика, и предлага отдаване на концесия на водоснабдяването и канализацията на града, построяването на нова скотобойна, изграждане на театър, хотел и други. Някои от предложенията му започват да се реализират. След разгрома на Илинденско-Преображенското въстание вълни от бежанци прииждат към Варна и Перелингов се заема с тяхното настаняване и изхранване.
От 16 септемери 1913 година Перелингов е окръжен управител във Варна, а в 1915 година е преместен в Пловдив.
Синът му Георги Дамянов Перелингов е кмет на село Генерал Янково, Качанишко от 13 май 1943 година до 9 септември 1944 година.